# Harrier jump jet
Bài viết này chứa nội dung về dòng máy bay V/STOL Harrier. Để đọc các bài viết khác có cũng có tên "Harrier", xin xem bài Harrier.
Harrier Jump Jet (Máy bay phản lực lên thẳng Harrier), thường được gọi với tên "Jump Jet" (Máy bay phản lực lên thẳng), bao gồm một loạt các máy bay phản lực quân sự V/STOL. Chúng có khả năng cất cánh và hạ cánh thẳng đứng/trên đường băng ngắn (V/STOL) theo hướng lực đẩy thẳng đứng và là thiết kế thành công nhất của kiểu máy bay này so với các kiểu máy bay tương tự khác trên thế giới, dòng máy bay Harrier Jump Jet xuất hiện vào thập niên 1960.
Có bốn phiên bản chính của Harrier Jump Jet. 
- Hawker Siddeley Harrier - Harrier thế hệ thứ nhất, cũng còn được biết đến với tên gọi AV-8A Harrier.
- British Aerospace Sea Harrier - Máy bay chiến đấu/tấn công hoạt động trên biển.
- Boeing/BAE Systems AV-8B Harrier II - Harrier thế hệ thứ hai.
- BAE Systems/Boeing Harrier II - Phiên bản Harrier thế hệ thứ hai của người Anh.

## Giới thiệu về dòng máy bay Harrier

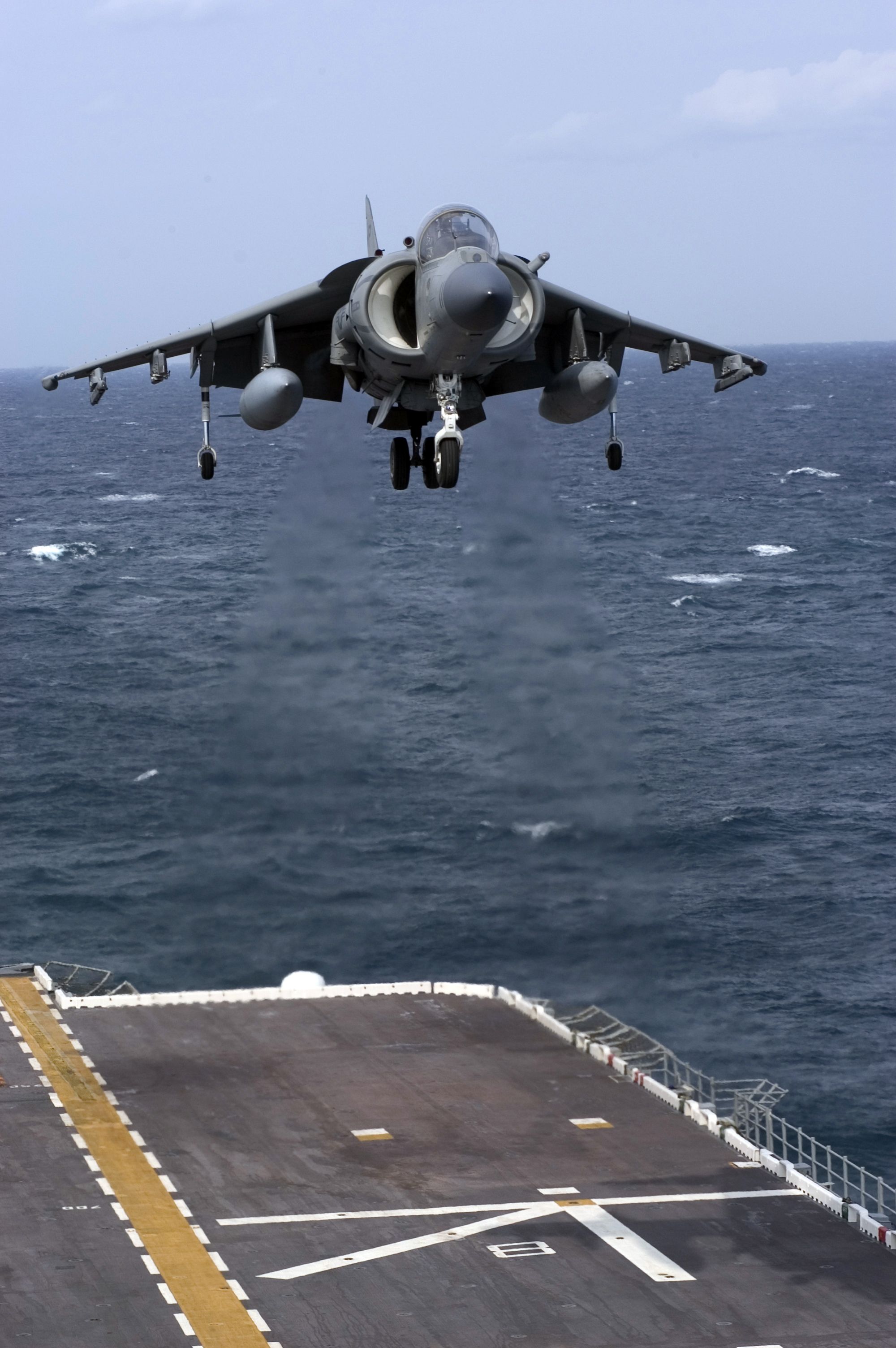
Một chiếc AV-8B Harrier II+ thuộc phi đội VMA-223 chuẩn bị hạ cánh trên tàu USS Nassau (LHA 4)

Hawker Siddeley Harrier GR.1/GR.3 và AV-8A Harrier là thế hệ đầu tiên của loạt máy bay Harrier, đây là máy bay cường kích đầu tiên được sử dụng để hỗ trợ mặt đất và trinh sát với khả năng cất hạ cánh thẳng đứng/trên đường băng ngắn (V/STOL). Chúng được phát triển trực tiếp từ mẫu thử nghiệm Hawker P.1127 và mẫu máy bay đánh giá Kestrel.
Harrier được phát triển lại bởi McDonnell Douglas và British Aerospace, mà thành quả là AV-8B Harrier II và Harrier GR5/GR7/GR9, mỗi loại tương ứng với từng hãng. Cả hai loại máy bay này đều được chế tạo bởi các công ty mà bây giờ là những công ty con của Boeing và BAE Systems.
BAE Sea Harrier là một máy bay chiến đấu phản lực VTOL/STOVL được chế tạo cho hải quân, với vai trò của máy bay tiêm kích, trinh sát và cường kích, một sự phát triển từ loại Hawker Siddeley Harrier. Phiên bản đầu tiên phục vụ trong Không quân Hải quân Hoàng gia Anh vào tháng 4 năm 1980 với tên gọi là Sea Harrier FRS.1, và tên gọi không chính thức khác là Shar. Phiên bản nâng cấp Sea Harrier FA2 bắt đầu phục vụ trong biên chế vào năm 1993. Nó được rút khỏi biên chế các đơn vị của Hải quân Hoàng gia Anh vào tháng 3 năm 2006. Sea Harrier FRS Mk.51 đang hoạt động tích cực trong biên chế của Hải quân Ấn Độ, loại máy bay này được sử dụng trên tàu sân bay INS Viraat.
Boeing/BAE Systems AV-8B Harrier II là thế hệ thứ hai của dòng máy bay Harrier, nó là một máy bay phản lực V/STOL đa chức năng được chế tạo vào cuối thế kỷ 20. Được phát triển từ Hawker Siddeley Harrier, nó được sử dụng chính cho nhiệm vụ tấn công ban ngày hoặc đa vai trò, AV-8B hoạt động chủ yếu trên các tàu sân bay nhỏ. Những phiên bản khác của AV-8B còn được sử dụng ở vài nước thuộc NATO, bao gồm Tây Ban Nha, Ý, và Hoa Kỳ.
BAE Systems/Boeing Harrier II (series GR5, GR7, GR9) là máy bay V/STOL thế hệ thứ hai được sử dụng bởi Không quân Hoàng gia Anh (RAF), và từ năm 2006 là Hải quân Hoàng gia Anh. Nó được phát triển từ loại Hawker Siddeley Harrier và rất giống với loại AV-8B Harrier II do Mỹ chế tạo. Cả hai loại máy bay này đều được sử dụng chính cho nhiệm vụ tấn công ban ngày và đa vai trò, và chúng thường hoạt động trên các tàu sân bay loại nhỏ.

## Phát triển

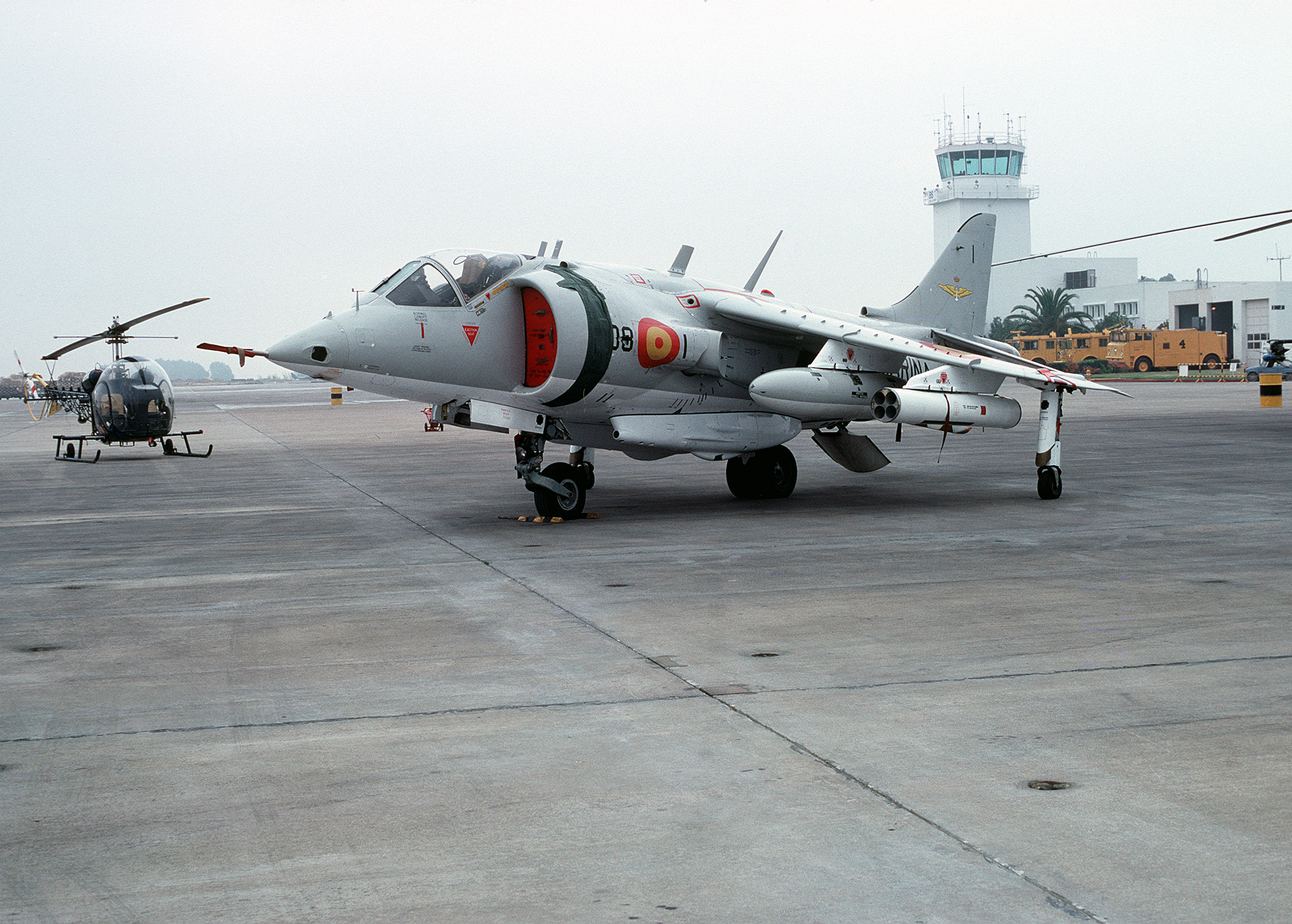
AV-8S Matador của Hải quân Tây Ban Nha

Theo sau một phương pháp của công ty Bristol Engine Company vào năm 1957 là kế hoạch chế tạo một động cơ đẩy định hướng, Hawker Aircraft đã tiến tới một thiết kế máy bay có thế đáp ứng được những đặc điểm kỹ thuật của "Máy bay tiêm kích Hỗ trợ Chiến thuật hạng nhẹ" do NATO đề ra vào thời điểm đó. Dự án máy bay này không nhận được sự hỗ trợ về tài chính để phát triển từ Bộ tài chính Anh, nhưng nó lại nhận được sự giúp đỡ từ Chương trình Phát triển Vũ khí chung (MWDP) của NATO.
P.1127 được đặt chế tạo như một mẫu thử nghiệm và bay vào năm 1960. NATO đã phát triển một tiêu chí đánh giá đặc điểm kỹ thuật đối với một máy bay VTOL có tên gọi là NBMR-3, nhưng tiêu chí này lại kỳ vọng một máy bay có được những đặc tính giống như F-4 Phantom. Hawker đã phác thảo một bản thiết kế về phiên bản siêu âm của P.1127 có tên gọi là P.1150, và cũng còn một loại máy bay khác có thể đáp ứng được NBMR-3 đó là Hawker P.1154. P.1154 được tiếp tục phát triển cho đến khi hủy bỏ dự án tại thời điểm chế tạo mẫu thử nghiệm vào năm 1965.
Công việc với P.1127 tiếp tục với 9 máy bay đánh giá, sau đó là Hawker Siddeley Kestrel cũng được chế tạo. Những mẫu đánh giá này bắt đầu bay vào năm 1964 do các phi công của "Phi đội Đánh giá Ba bên" (TES) điều khiển, các phi công này đến từ Anh, Hoa Kỳ và Tây Đức. Với việc P.1154 bị hủy bỏ, RAF đã ra lệnh sửa đổi P.1127/Kestrel thành Harrier GR.1 vào năm 1966.

## Các phiên bản

### Máy bay đánh giá và mẫu thử nghiệm tiền Harrier
- Hawker P.1127 (1960)

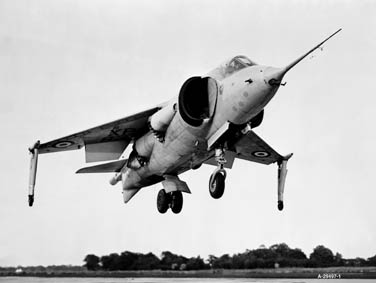
Hawker P.1127

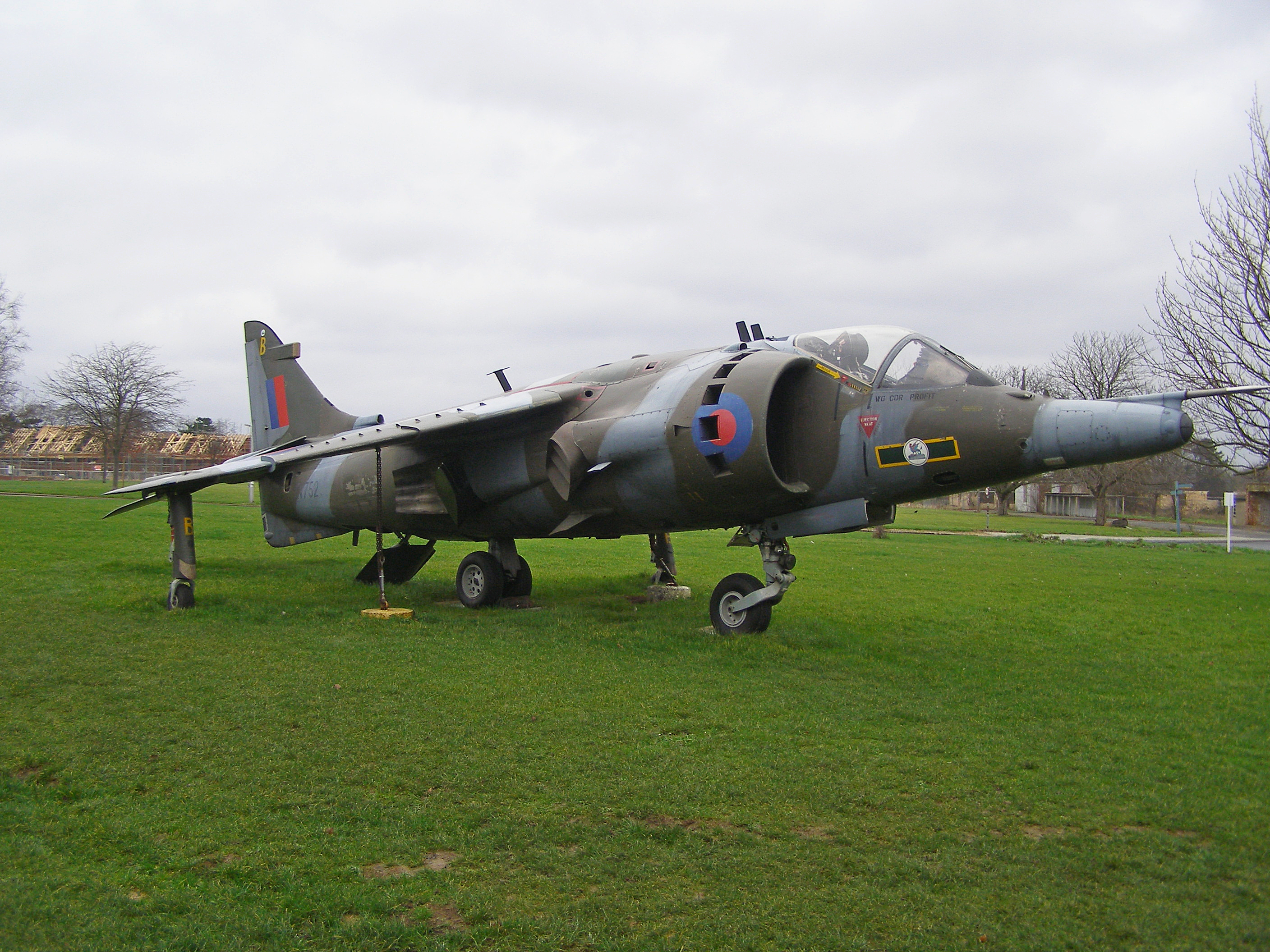
Harrier GR3 thuộc RAF trưng bày tại Bletchley Park, England

- Hawker Siddeley Kestrel FGA.1 (1964)

### RAF Harrier
- Máy bay chiến đấu một chỗ
  - Harrier GR.1 (1966)
  - Harrier GR.1/1A (1969)
  - Harrier GR.3/3A
- Máy bay huấn luyện hai chỗ
  - Harrier T.2/2A (1970)
  - Harrier T.4/4A
  - Harrier T.4N
  - Harrier T.8 (1994)
  - Harrier Mk.52 (mẫu thao diễn 2 chỗ)
  - Harrier T.Mk 60

### AV-8 Harrier (Hoa Kỳ, Tây Ban Nha, Thái Lan)
- AV-8A Harrier/Harrier Mk.50 (phiên bản Thủy quân Lục chiến Mỹ, 1970)
- TAV-8A Harrier/Harrier Mk.54
- AV-8C Harrier
- AV-8S Matador/Harrier Mk.53 (cho Tây Ban Nha, sau đó là Thái Lan)
- AV-8S Matador/Harrier Mk.55 (đợt sản xuất thứ hai của AV-8S cho Tây Ban Nha, sau đó là Thái Lan)
- TAV-8S Matador/Harrier T.54 (cho Tây Ban Nha, sau đó là Thái Lan)

### British Aerospace Sea Harrier

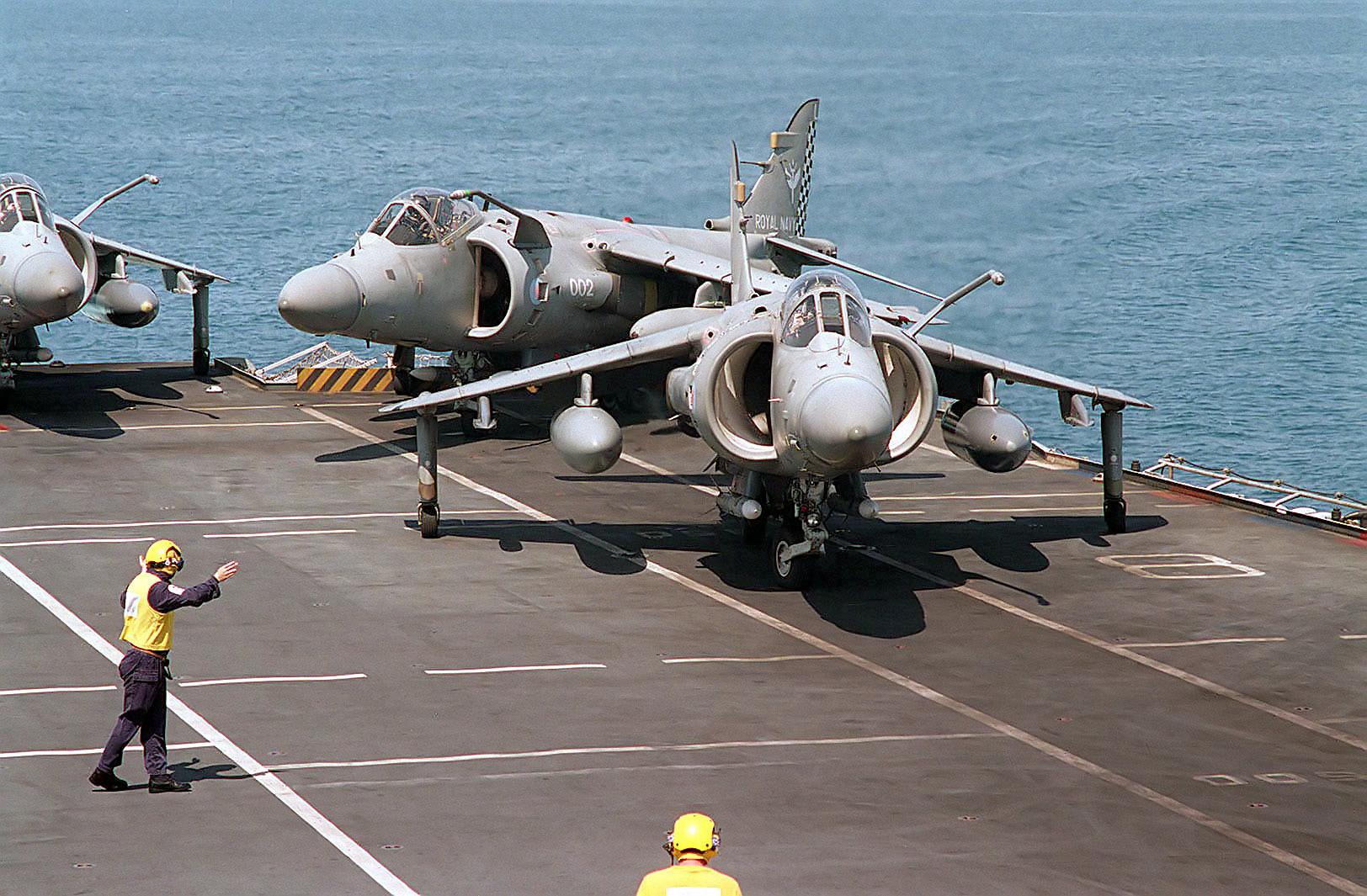
Sea Harriers FA.2 trên boong tàu HMS Illustrious trong Vịnh Persian

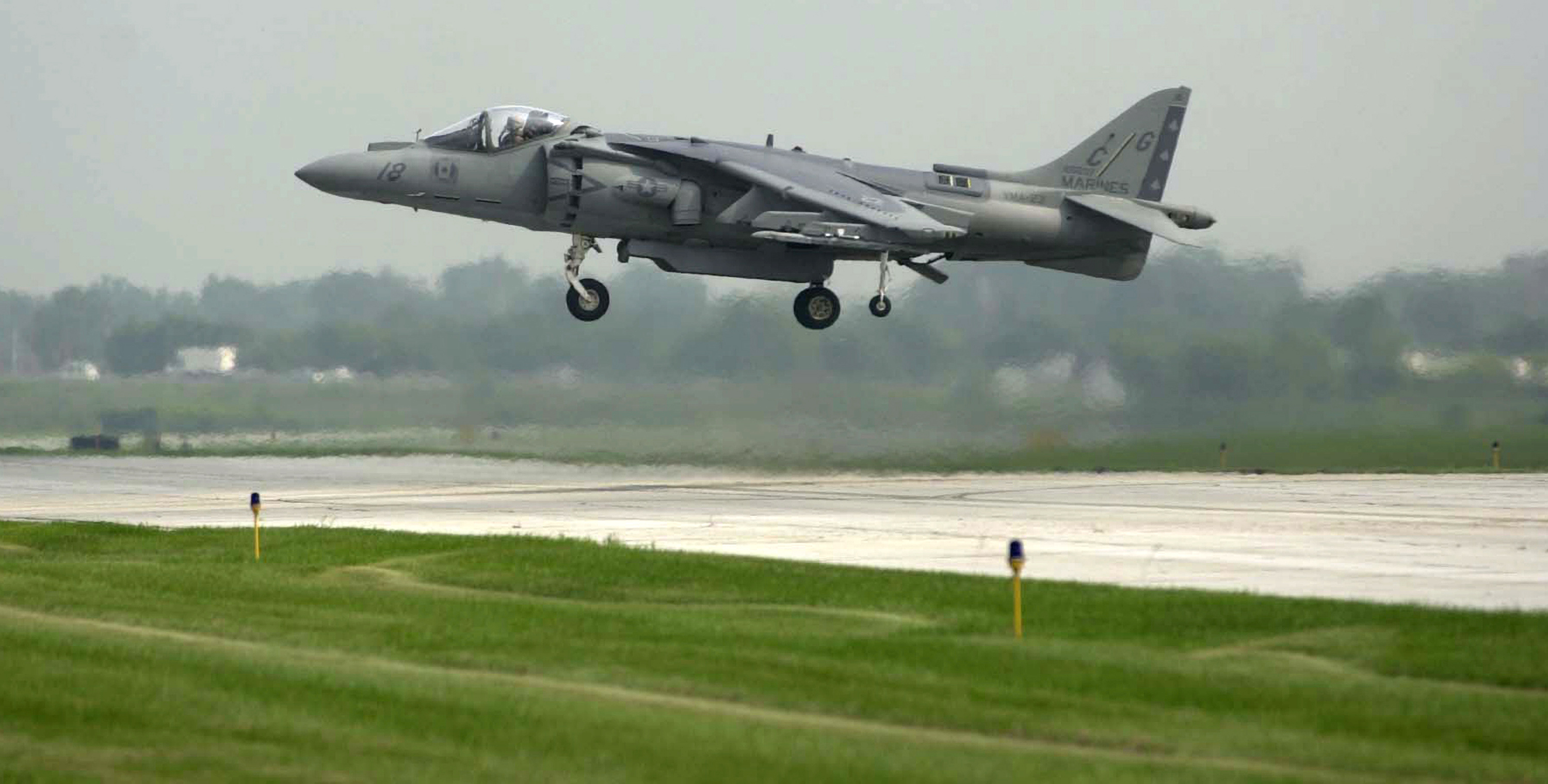
AV-8B Harrier thuộc Thủy quân Lục chiến Hoa Kỳ

- Sea Harrier FRS.1 (1979)
- Sea Harrier FA2 (1988)
- Sea Harrier FRS.51 (1983)

### McDonnell Douglas-BAe/Boeing AV-8B Harrier II
- AV-8B Harrier II (1983)
- EAV-8B Matador II (cho Tây Ban Nha)
- AV-8B Harrier II Night Attack (1987)
- AV-8B Harrier II Plus (1992) (Hoa Kỳ, Tây Ban Nha, Thái Lan)

### BAe-McDonnell Douglas/BAE Systems Harrier II
- Harrier GR5/5A (1985)
- Harrier GR7/7A (1992)
- Harrier GR9/9A (2002)
- Harrier T10
- Harrier T12

## Điều khiển và trình diễn

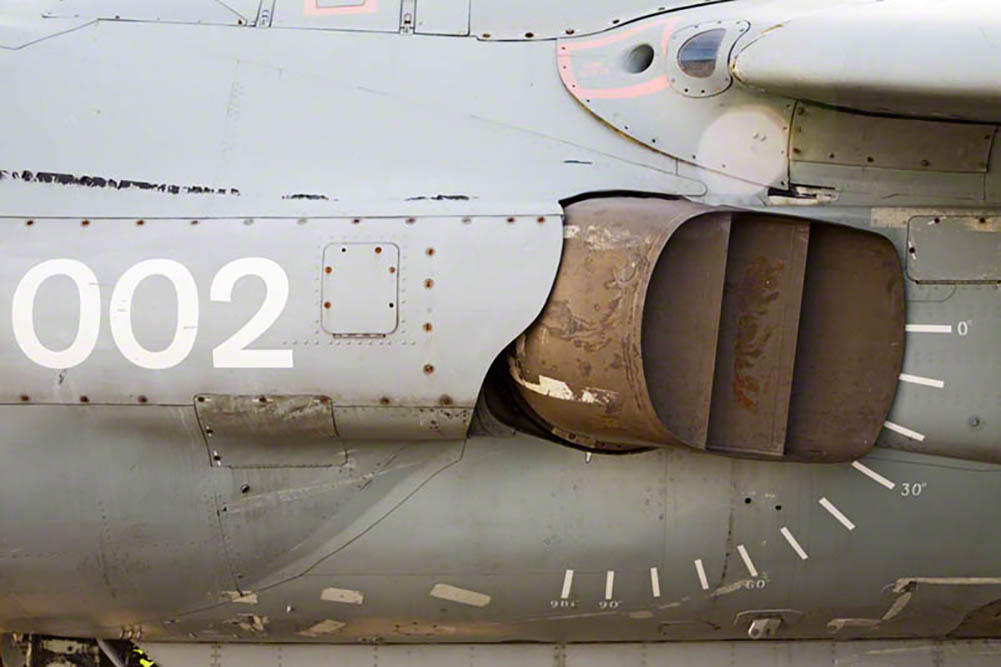
Miệng vòi phản lực tạo lực đẩy vector của Sea Harrier FRS2 ZA195

Trong khi Harrier là một trong số những máy bay linh hoạt nhất từng được chế tạo, trình độ hiểu biết và kỹ năng cần thiết của phi công để lái Harrier được đòi hỏi khá nghiêm ngặt. Harrier vừa có khả năng cất cánh hạ cánh chạy trên đường băng (ở chỗ nó hoạt động như một máy bay cánh cố định điển hình với vận tốc cao hơn tốc độ mất kiểm soát của nó), vừa có kỹ năng thao diễn bằng khả năng VTOL cũng như STOL (ở chỗ máy bay dùng lực nâng truyền thống và những bề mặt điều khiển không phục vụ cho mục đích này). Điều này yêu cầu những kỹ năng và hiểu biết thông thường liên quan đến trực thăng. Đa số các đơn vị trong không quân yêu cầu đối với phi công lái Harrier khá cao, các phi công phải có năng khiếu và trải qua những khóa huấn luyện kéo dài, cũng như kinh nghiệm điều khiển cả hai kiểu cất hạ cánh của máy bay. Có rất nhiều phi công mới được huấn luyện lái Harier là các phi công lái trực thăng có kinh nghiệm lành nghề trong những tổ chức đơn vị của họ.
Harrier có hai dạng điều khiển cất hạ cánh mà dạng điều khiển như một máy bay cánh cố định thường không được sử dụng. Harier thường sử dụng kiểu cất hạ cánh thẳng đứng và hệ thống điều khiển hồi tiếp. Lực đẩy thẳng đứng được tạo ra từ bốn miệng xả tạo lực nâng nối từ động cơ chính ở bên thân của máy bay (các miệng xả này có thể chuyển động quanh trục của nó) và các miệng xả này có thể chuyển động được trong khoảng từ 0° đến 98° (miệng xả chúc xuống và xuôi thân máy bay). Với miệng xả ở góc 90° thì nói chung thường được sử dụng cho kiểu hoạt động VTOL. Lực đẩy thẳng đứng được điều chỉnh bởi một lực điều khiển khác là lực nâng đòn bẩy. Sự điều khiển hồi tiếp đạt được bằng việc thao tác bằng tay trên cần lái (stick) và tương tự trong hoạt động điều khiển tuần hoàn của một trực thăng. Khi không thích hợp với kiểu bay tiến về phía trước, thì kiểu bay thẳng đứng với những điều khiển này rất quan trọng trong quá trình thực hiện thao tác VTOL và STOL, và được sử dụng cùng nhau trong thời gian diễn ra những hoạt động thao diễn này. Hướng chiều của gió và địa điểm cũng có liên quan đến máy bay, điều này cũng quan trọng trong thời gian thao diễn VTOL (trong hoạt động nghĩa này bị giới hạn so sánh với một trực thăng, mà có thể cất cánh và hạ cánh trong tình trạng gió tạt ngang). Bộ phận hạ cánh của Harrier có hình dạng phức tạp hơn so với các bộ phận hạ cánh thông thường khác; nó là cần thiết để đảm bảo rằng bộ thanh chống thăng bằng đặt ở cánh tiếp xúc cùng một lúc với đường băng khi hạ cánh; ngay cả khi giật nảy hay nghiêng một bên thì việc tiếp đất vẫn thực hiện được.

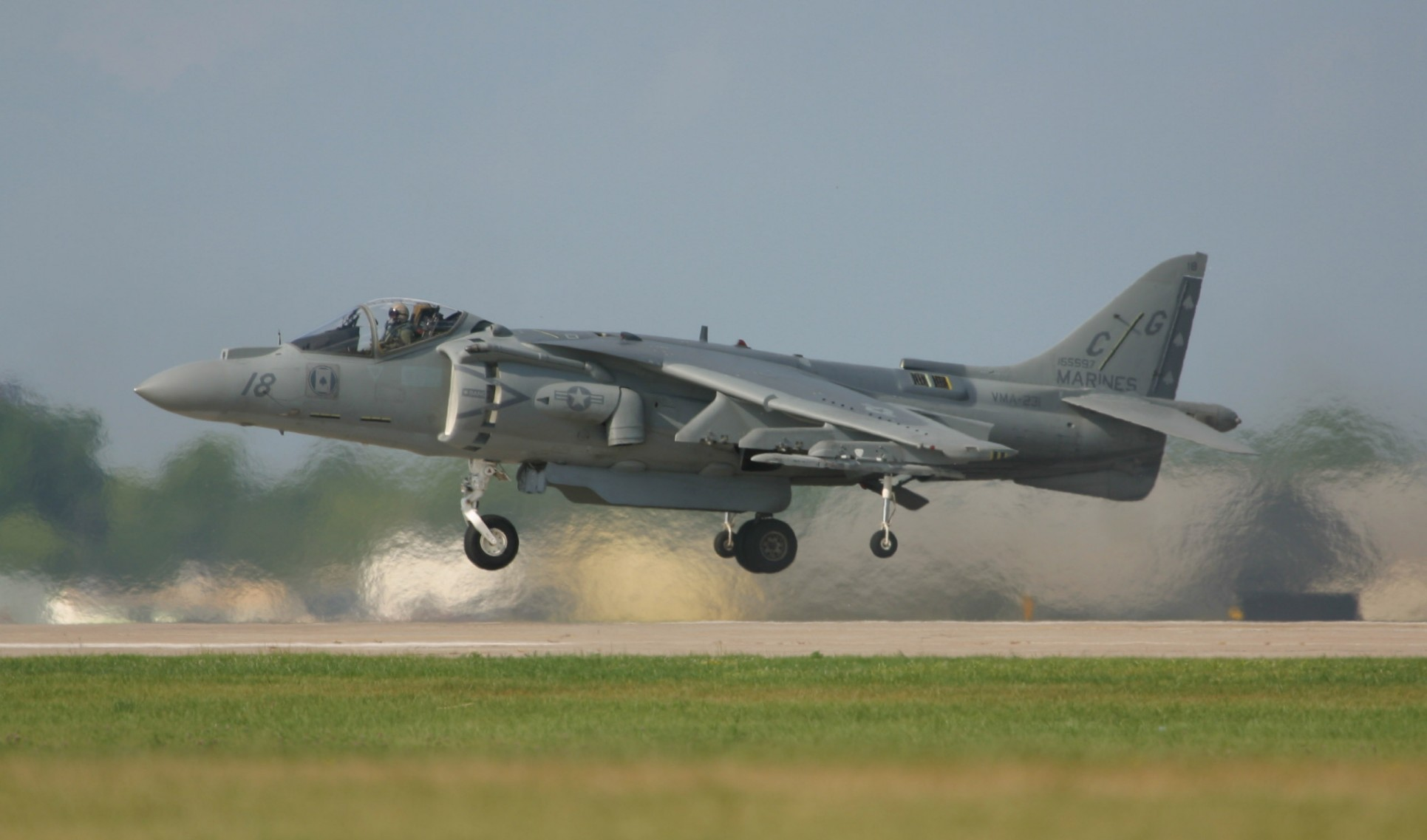
Harrier AV8B thực hiện thao tác cất canh thẳng đứng

Những bước để thực hiện thao tác VTOL bao gồm cả việc điều khiển máy bay ra đến đường băng và chuẩn bị cất cánh. Máy bay được dừng lại, van tiết lưu được đóng lại, bộ phận hạ cánh được khóa chốt. Các miệng vòi phản lực xoay góc 90°, động cơ hoạt động tạo lực đẩy vuông góc nâng máy bay lên và van tiết lưu được mở tối đa đến cực đại. Máy bay rời khỏi mặt đất rất nhanh sau đó. Van tiết lưu được xoay theo đúng hướng gió cho đến khi một trạng thái bay lơ lửng đạt được ở độ cao yêu cầu. Trong thời gian bay lên và bay lơ lửng, hệ thống điều khiển hồi tiếp liên tục được điều chỉnh để duy trì vị trí của máy bay, tương tự như một trực thăng. Máy bay phải đối mặt với gió khi cất cánh trên đường băng. Gió thổi tạt ngang có thể khiến cho máy bay bị liệng sang một bên. Do gió đã làm thay đổi lực đẩy thẳng đứng và khiến cho máy bay xoay về sang một bên. Điều này làm máy bay khó kiểm soát và gây nguy hiểm đối với cả phi công lẫn máy bay. Trong những trường hợp đòi hỏi kỹ năng xử lý đặc biệt, máy bay có thể thay đổi công suất trong khi đang chuyển động. Trong khi việc cất cánh trong những điều kiện có gió luôn luôn khó khăn hơn khi cất cánh trong hiệu ứng mặt đất (hay tác dụng của khí quyển trên mặt đất), trong trường hợp này máy bay dễ dàng duy trì hướng bay ra khỏi tác dụng của khí quyển trên mặt đất khi đó đuôi máy bay hướng tới để làm ổn định hướng bay trong gió. Trong trạng thái bay lơ lửng, lực đẩy vector sẽ được chuyển dần trở lại hướng nằm ngang, trong khi độ cao và góc đụng được duy trì trong một phạm vi lý thuyết. Sau khi đã đạt được độ cao cần thiết, lực đẩy thẳng đứng sẽ được chuyển thành lực đẩy nằm ngang nhờ miệng xả chuyển động.
Harrier bay lơ lửng bằng cách xoay cả bốn miệng vòi phản lực (nằm hai bên sườn của thân) thẳng xuống dưới, nhằm để tạo lực đẩy hướng thẳng xuống. Khi lực đẩy đủ cân bằng với trọng lượng máy bay thì máy bay có thể lơ lửng. Để chuyển trạng thái từ lơ lửng sang bay tới, phi công điều khiển cho bốn miệng vòi phản lực này xoay dần ra phía sau, tức là xoay vector lực đẩy xiên dần về phía sau, đẩy máy bay tới trước, máy bay bắt đầu bay tới. Do có chuyển động tới (và ngày càng nhanh dần), cánh bắt đầu từ từ sinh ra lực nâng. Trong trạng thái này, thành phần vector lực đẩy chiếu lên phương ngang sẽ là thành phần lực đẩy tạo chuyển động bay tới cho máy bay, còn thành phần vector lực đẩy chiếu lên phương thẳng đứng sẽ cùng với lực nâng vừa sinh ra "share" nhiệm vụ cân bằng trọng lượng máy bay. Khi bay hướng tới, bốn miệng vòi này sẽ ở vị trí hướng thẳng về phía sau, khi đó vector lực đẩy sẽ song song với thân, toàn bộ lực đẩy dùng để tạo vận tốc tới cho máy bay. Chính lực nâng (khi này đã đủ lớn) sẽ một mình đảm nhận nhiệm vụ cân bằng trọng lượng của máy bay. Lúc này, Harrier bay như một máy bay phản lực bình thường.
Công dụng của 4 vòi phản lực phụ (có các miệng vòi nằm ở mũi, đuôi, đầu cánh trái và đầu cánh phải), chúng có nhiệm vụ giữ ổn định (thăng bằng) cũng như để điều khiển máy bay liệng, lộn vòng cho Harrier trong khi đang nó lên-xuống thẳng đứng và khi lơ lửng (vì khi đó vận tốc bay tới bằng 0 nên không có lực khí động trên các bánh lái để điều khiển máy bay như khi bay ngang). Đây là những đường ống phản lực rất nhỏ, có luồng khí phản lực được "trích" ra từ tầng máy nén cao áp của động cơ. Cách giữ thăng bằng của chúng như sau: giả sử trong khi lơ lửng, Harrier vì lý do nào đó (ví dụ như gió) bị nghiêng (roll) sang trái ngoài ý muốn, tức là cánh trái bị hạ xuống thấp hơn, thì ngay lập tức sẽ có một luồng phản lực từ miệng vòi phụ ở đầu cánh trái tự động phụt ra, đẩy cánh trái lên lại. Tương tự cho trường hợp bị nghiêng sang phải ngoài ý muốn. Còn khi đang lơ lửng mà Harrier bị gió bốc đầu lên, đồng nghĩa với việc đuôi bị hạ xuống ngoài ý muốn, thì cũng ngay lập tức sẽ có một luồng phản lực từ miệng vòi phụ ở đuôi máy bay tự động phụt ra, đẩy đuôi lên lại. Trừ khi phi công muốn điều khiển máy bay theo ý mình, còn không, phi công không cần "nhúng tay" vào việc giữ thăng bằng cho máy bay khi lơ lửng, 4 vòi phản lực phụ này sẽ thực hiện công việc đó một cách tự động. Đó là nhờ trên máy bay có lắp các con quay hồi chuyển cảm nhận sự không thăng bằng của máy bay từ đó tự động cân đối các luồng phản lực phụ này.

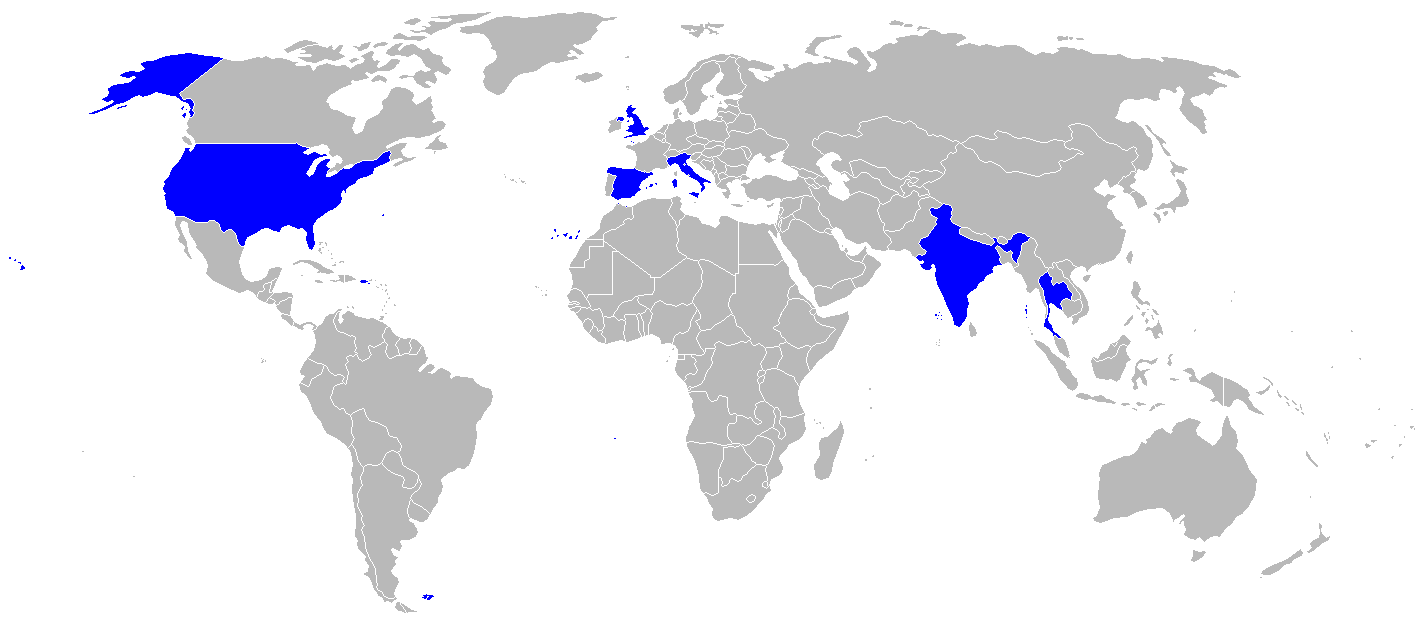
Các quốc gia sử dụng Harrier (tất cả mọi phiên bản)

Thao tác STOL bao gồm việc xuất phát, cất cánh theo cách chạy đà thông thường và sau đó tạo ra một lực đẩy vector (nhỏ hơn 90°) tại thời điểm máy bay đang ở tốc độ chạy trên đường băng nhỏ hơn tốc độ cất cánh. Để làm giảm tốc độ cất cánh, lực đẩy vector được ứng dụng hết sức lớn. Hướng vector và lực đẩy được trả lại theo phương ngang sau khi đã đạt được tốc độ cất cánh. Một vài phương pháp khác đã được mô tả cho những đường băng có chiều dài khác nhau.
Trong khi bay tiến về phía trước, Harrier có một lợi thế hơn so với máy bay cánh cố định khi ở tình trạng chao đảo, nó có thể khôi phục lại thăng bằng rất nhanh bằng việc điều chỉnh lực đẩy vector và van tiết lưu của động cơ. Để hạ cánh bằng thao tác STOL và VTOL, Harrier cần thiết phải ở dưới tốc độ chòng chành và áp dụng phương pháp này cũng phải dựa vào mọi bản năng của phi công đã được huấn luyện. Việc điều khiển lực đẩy vector còn có cả những miệng vòi phản lực phụ của máy bay, những miệng vòi này có thể đạt được đến một góc cực đại là 98°. Điều này tạo điều kiện thuận lợi cho sự chuyển động ngược lại khi cần nhưng không được ứng dụng trong khi thực hiện VTOL, ví dụ như khi định hướng trong gió.
Kỹ thuật VIFFing ("Vectoring In Forward Flight") là thao tác làm xoay những miệng vòi phản lực tạo lực đẩy vector ngược chiều với tư thế hướng về phía trước trong chuyến bay bình thường của máy bay, kỹ thuật đã được phát triển như một chiến thuật áp dụng trong hỗn chiến (dog-fighting) cho cả tỷ lệ đổi hướng lớn (so với bình thường thì có thể chấp nhận được cho một máy bay với một sải cánh ngắn như vậy) và cả khi phanh lại đột ngột. Khi phanh đột ngột giúp máy bay thoát khỏi tầm ngắm bắn của máy bay đối phương và biến máy bay đối phương thành mục tiêu cho tên lửa không đối không.
Vì VIFFing làm giảm lực đẩy tiến về phía trước, gia tốc và khả năng thao diễn trong mặt phẳng thẳng đứng được hạn chế bởi lực đẩy vector, lúc này thì tỷ lệ lực đẩy/trọng lượng cần thiết hơn so với lực nâng của cánh.

## Văn hóa đại chúng
Gia đình Harrier đã xuất hiện nổi bật trong một số bộ phim và những chương trình thiết bị bay mô phỏng.
Máy bay Harrier xuất hiện trong phim về James Bond là The Living Daylights, trong phim khoa học viễn tưởng Battlefield Earth, và trong phim True Lies, trong phim True Lies diễn viên Arnold Schwarzenegger đã lái một chiếc AV-8B. Theo Internet Movie Database, khi làm phim True Lies, nhà làm phim đã phải thành toán cho chính phủ Hoa Kỳ 100.736 USD (khoảng 2.400 USD/giờ) cho việc sử dụng 3 chiếc Harrier và phi công của Thủy quân lục chiến.
Trong chiến dịch quảng cáo của Pepsi Stuff, Pepsi đã đăng một quảng cáo hứa tặng một chiếc Harrier cho bất cứ ai tập hợp được 7 triệu điểm Pepsi. Thủ đoạn này đã bị ngăn chặn khi một nhóm những nhà đầu tư thật sự được tập hợp và gửi thông tin trên đến những cơ quan có thẩm quyền. Một vụ kiện đã xảy ra sau đó (Leonard v. Pepsico, Inc.), trong vụ kiện này bất cứ ai hiểu biết đều kết luận rằng đoạn quảng cáo chỉ là một lời nói đùa.

## Nội dung liên quan

### Máy bay có cùng sự phát triển
- Short SC.1
- Hawker P.1127/Hawker Kestrel
- Hawker Siddeley P.1154
- Hawker Siddeley Harrier
- BAE Sea Harrier
- AV-8 Harrier II
- BAE Harrier II

### Máy bay có tính năng tương đương
- Bell X-14
- Rockwell XFV-12
- Yakovlev Yak-38
- Yakovlev Yak-41
- Boeing X-32
- Lockheed Martin X-35
- F-35 Lightning II

### Danh sách tiếp theo
- A-5 - A-6 - A-7 - AV-8 - YA-9 - A-10 - A-12